# تحول نووي

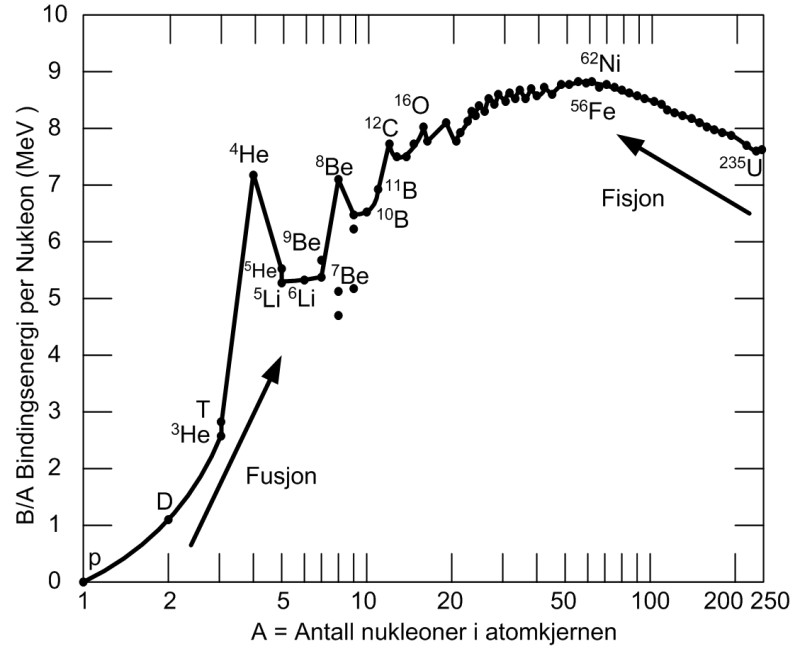

التحول النووي هو تحويل عنصر كيميائي أو نظير إلى عنصر أو نظير آخر. أو بكلمة أخرى يمكن أن نقول هو إمكانية تغير ذرة عنصر ما إلى ذرة أخرى، ويحدث هذا نتيجة التفاعلات النووية أو نتيجة الإضمحلال الإشعاعي
التحول النووي هو عملية غير معكوسة، بمعنى أنه كل عملية تحول نووي تحدث بسبب التفاعلات النووية أو الإضمحلالات الإشعاعية لكن العكس ليس بالضرورة صحيح أي ليس كل تفاعل نووي أو إضمحلال إشعاعي ينتج تحول ذري. من أهم الإضمحلالات الإشعاعية التي تنتج تحول ذري هو اضمحلال غاما، كما أن القليل من التفاعلات النووية لا تنتج تحول مثل فقدان أو كسب نيوترون.
يمكن أن يحدث التفاعل النووي بشكل طبيعي أو توليده بشكل صناعي